# De (cnota)
De – pojęcie w tradycyjnej filozofii chińskiej, oznaczające cnotę lub moc. Ma kluczowe znaczenie w taoizmie, w którym jest to wewnętrzna natura przedmiotu, istota tej rzeczy, jej przeznaczenie. De stanowi przejaw powszechnej energii dao w każdej jednostce, rzeczy i zjawisku.